# Submarino Tipo IA
Os submarinos do Tipo IA foram u-boots da Alemanha construídos a pedido da Kriegsmarine que serviram durante a Segunda Guerra Mundial. 

## História

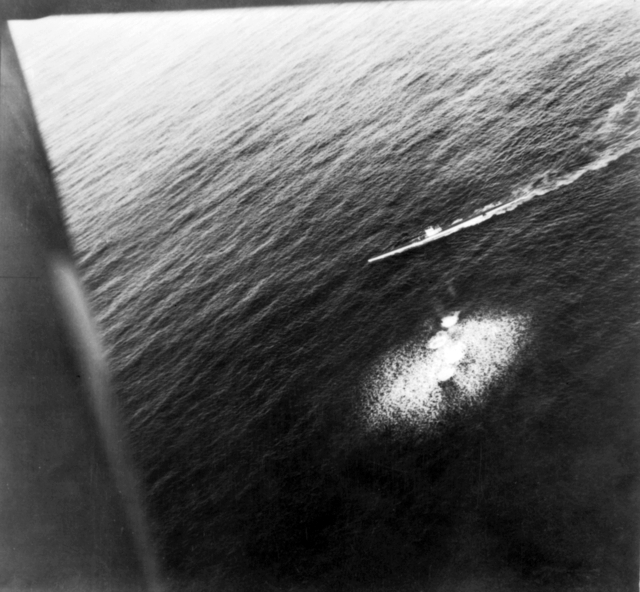
U-boot U-26, sob ataque aéreo.

O projeto foi considerado um fracasso pois faltava manobrabilidade, era difícil o controle de profundidade e mecanicamente a embarcação não era confiável. Este tipo de u-boot não foi aprovados como barco de combate.
Os barcos eram embarcações experimentais e seus desenhos foram baseados nos submarinos finlandeses da classe Vetehinen.

## U-boots
Foram concluídos somente dois submarinos do Tipo IA:
| Navios      | Quantidade | Estaleiro        | N° do casco | Construção  |
| ----------- | ---------- | ---------------- | ----------- | ----------- |
| U-25 e U-26 | 2          | AG Weser, Bremen | 903 e 904   | 1934 - 1936 |